# 高知県道12号安田東洋線
高知県道12号安田東洋線（こうちけんどう12ごう やすだとうようせん）は、高知県安芸郡安田町から安芸郡東洋町に至る県道（主要地方道）である。

## 概要
安芸郡安田町大字安田から安芸郡東洋町大字野根丙に至る。

### 路線データ
- 起点：安芸郡安田町大字安田（国道55号交点）
- 終点：安芸郡東洋町大字野根丙（東洋町野根交差点、国道55号交点、国道493号終点）

## 歴史
- 1993年（平成5年）5月11日 - 建設省から、県道安田東洋線が安田東洋線として主要地方道に指定される[1]。
- 2022年（令和4年）2月5日 - 明神口トンネル（高知県安芸郡安田町小川 - 船倉（0.8 km））開通[2]。

## 路線状況

### 重複区間
- 国道493号（安芸郡北川村大字二タ又 - 安芸郡東洋町大字野根丙・東洋町野根交差点（終点））

### 道路施設

#### 橋梁
- 押野橋（野根川、安芸郡東洋町、国道493号重複区間内）

#### トンネル
- 明神口トンネル：延長679 m[2]、2022年（令和4年）竣工、安芸郡安田町
- 新久木トンネル：延長348 m、1977年（昭和52年）竣工、安芸郡馬路村 - 安芸郡北川村
- 第一隧道：延長 38 m、1961年（昭和36年）竣工、安芸郡北川村
- 第二隧道：延長 59 m、1960年（昭和35年）竣工、安芸郡北川村
- 第三隧道：延長 11 m、1959年（昭和34年）竣工、安芸郡北川村
- 第四隧道：延長 59 m、1959年（昭和34年）竣工、安芸郡北川村
- 堀ヶ生（ほりがいけ）隧道：延長 61 m、1959年（昭和34年）竣工、安芸郡北川村

## 地理

### 通過する自治体
- 安芸郡安田町
- 安芸郡馬路村
- 安芸郡北川村
- 安芸郡東洋町

### 交差する道路
| 交差する道路                      | 市町村名 | 市町村名 | 交差する場所 | 交差する場所                                                                 |
| --------------------------------- | -------- | -------- | ------------ | ---------------------------------------------------------------------------- |
| 国道55号                          | 安芸郡   | 安田町   | 大字安田     | 起点                                                                         |
| 高知県道54号魚梁瀬公園線          | 安芸郡   | 北川村   | 大字久木     | 【北緯33度34分41.9秒 東経134度6分27.6秒 / 北緯33.578306度 東経134.107667度】 |
| 国道493号 重複区間起点            | 安芸郡   | 北川村   | 大字ニタ又   |                                                                              |
| 徳島県道・高知県道101号船津野根線 | 安芸郡   | 東洋町   | 大字野根丙   |                                                                              |
| 国道55号 国道493号 重複区間終点   | 安芸郡   | 東洋町   | 大字野根丙   | 東洋町野根交差点 / 終点                                                      |

### 交差する鉄道
- 土佐くろしお鉄道ごめん・なはり線

### 沿線
- 安田町役場
- 安田町立安田小学校
- 安田町立安田中学校
- 土佐くろしお鉄道ごめん・なはり線 安田駅
- 馬路村立馬路小中学校

### 峠
- 四郎ヶ野峠（安芸郡北川村 - 安芸郡東洋町、国道493号重複区間）